# Маковисько (Украина)
Маковисько (укр. Маковисько) — село в Козовской поселковой общине Тернопольского района Тернопольской области Украины.
До 2020 года входило в Козовский район.
Код КОАТУУ — 6123084405. Население по переписи 2001 года составляло 64 человека.

## Географическое положение
Село Маковисько находится в 1,5 км от левого берега реки Коропец,
на расстоянии в 1 км от села Будова.

## История
- 1938 год — дата основания.